# Hockeria testaceitarsis
Hockeria testaceitarsis är en stekelart som beskrevs av Cameron 1908. Hockeria testaceitarsis ingår i släktet Hockeria och familjen bredlårsteklar. Inga underarter finns listade i Catalogue of Life.